# Murray County, Minnesota
Murray County är ett administrativt område i delstaten Minnesota i USA, med 8 725 invånare. Den administrativa huvudorten (county seat) är Slayton.

## Politik
Murray County är ett så kallat swing distrikt och det har historiskt sett varit jämnt mellan republikanerna och demokraterna i valen. Under senare år har countyt dock röstat mer och mer republikanskt. I presidentvalet 2016 vann republikanernas kandidat med 63,7 procent mot 27,7 för demokraternas kandidat, vilket är den största segern i countyt för en presidentkandidat sedan valet 1952.

## Geografi
Enligt United States Census Bureau har countyt en total area på 1 864 km². 1 825 km² av den arean är land och 39 km² är vatten.  

### Angränsande countyn
- Lyon County - norr
- Redwood County - nordost
- Cottonwood County - öst
- Nobles County - söder
- Rock County - sydväst
- Pipestone County - väst

### Orter
- Avoca
- Chandler
- Currie
- Fulda
- Slayton (huvudort)